# Renault Trucks T
Renault Trucks T, eller Renault Trucks C Road, är en tung lastbil tillverkad av franska Renault Trucks. Tillverkningen började 2013. Den finns med två olika motoralternativ, 11 eller 13-liters rak sexa. Lastbilen vann priset Truck of the Year 2015.